# PAS-3
O PAS-3 (também conhecido por PanAmSat 3) foi um satélite de comunicação geoestacionário estadunidense construído pela Hughes que era de propriedade da PanAmSat, empresa que foi adquirida posteriormente pela Intelsat. O satélite foi baseado na plataforma HS-601 e sua expectativa de vida útil era de 15 anos. O mesmo foi perdido após o veículo de lançamento falhar.

## História
O satélite PAS-3 foi perdido durante o processo do seu lançamento. Em agosto de 1993, a PanAmSat havia solicitado um quarto satélite, para ser usado como uma reserva. O satélite reserva recebeu o nome de PAS-3R e foi colocado em serviço para substituir o primeiro PAS-3, que foi perdida durante uma falha do veículo de lançamento.

## Lançamento
O satélite foi lançado ao espaço no dia 1 de dezembro de 1994, por meio de um veículo Ariane 42P H10-3 a partir do Centro Espacial de Kourou, na Guiana Francesa. Ele tinha uma massa de lançamento de 2.920 kg.